# St. James City
St. James City ist ein census-designated place (CDP) im Lee County im US-Bundesstaat Florida. Das U.S. Census Bureau hat bei der Volkszählung 2020 eine Einwohnerzahl von 3.876 ermittelt. 

## Geographie
St. James City befindet sich im Süden der Insel Pine Island. Die Insel ist über eine Brücke mit Cape Coral verbunden. Der CDP befindet sich rund 27 km westlich von Fort Myers sowie etwa 210 km von Tampa und 260 km von Miami entfernt.

## Demographische Daten
Laut der Volkszählung 2010 verteilten sich die damaligen 3784 Einwohner auf 3262 Haushalte. Die Bevölkerungsdichte lag bei 100,1 Einw./km². 98,1 % der Bevölkerung bezeichneten sich als Weiße, 0,3 % als Afroamerikaner, 0,2 % als Indianer und 0,3 % als Asian Americans. 0,5 % gaben die Angehörigkeit zu einer anderen Ethnie und 0,7 % zu mehreren Ethnien an. 2,1 % der Bevölkerung bestand aus Hispanics oder Latinos.
Im Jahr 2010 lebten in 6,6 % aller Haushalte Kinder unter 18 Jahren sowie 59,4 % aller Haushalte Personen mit mindestens 65 Jahren. 61,6 % der Haushalte waren Familienhaushalte (bestehend aus verheirateten Paaren mit oder ohne Nachkommen bzw. einem Elternteil mit Nachkomme). Die durchschnittliche Größe eines Haushalts lag bei 1,85 Personen und die durchschnittliche Familiengröße bei 2,25 Personen.
6,5 % der Bevölkerung waren jünger als 20 Jahre, 6,6 % waren 20 bis 39 Jahre alt, 26,6 % waren 40 bis 59 Jahre alt und 70,2 % waren mindestens 60 Jahre alt. Das mittlere Alter betrug 64 Jahre. 49,8 % der Bevölkerung waren männlich und 50,2 % weiblich.
Das durchschnittliche Jahreseinkommen lag bei 46.994 $, dabei lebten 8,7 % der Bevölkerung unter der Armutsgrenze.
Die einzige Zufahrtsstraße vom Festland wurde 2022 durch den Hurrikan Ian so stark beschädigt, dass die Einwohner nur noch mit Booten verlassen konnten.

## Sehenswürdigkeiten
Die Fish Cabin at White Rock Shoals und der Galt Island Archeological District sind im National Register of Historic Places gelistet.